# 瓦西里基夫卡區

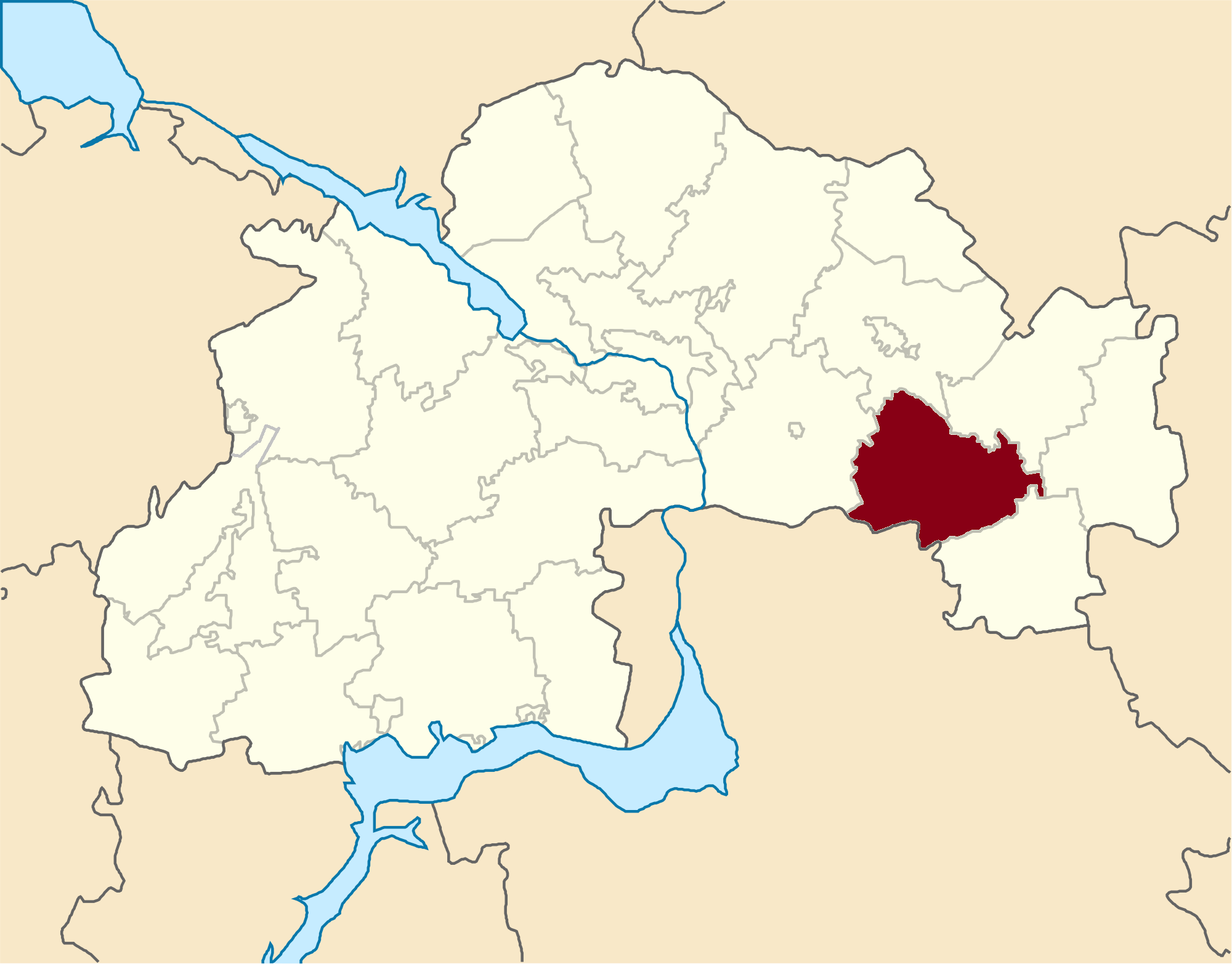
瓦西里基夫卡區在第聶伯羅彼得羅夫斯克州的位置

瓦西里基夫卡區（烏克蘭語：Васильківський район），是烏克蘭中部第聶伯羅彼得羅夫斯克州的一個旧區，区府为瓦西里基夫卡，面積1,330平方公里，2015年人口33,184，人口密度每平方公里24.95人。